# Rhododendron vandeursenii
Rhododendron vandeursenii är en ljungväxtart som beskrevs av Herman Otto Sleumer. Rhododendron vandeursenii ingår i släktet rododendron, och familjen ljungväxter. Inga underarter finns listade i Catalogue of Life.